# Moserobie Music Production
Moserobie Music Production is een onafhankelijk Zweeds platenlabel, dat voornamelijk jazz van Zweedse en Noorse musici en groepen uitbrengt. Het werd in 2000 opgericht door saxofonist Jonas Kullhammar en is gevestigd in Stockholm. Het motto van het label is 'jazz for peace'.
Op het label is muziek uitgebracht van onder meer Kullhammar, Nacka Forum, Alberto Pinton, Torbjörn Zetteberg Hot Five, Ludvig Berghe, Magnus Broo, Fredrik Nordström, Lina Nyberg, Per Henrik Wallin, Mathias Landæus, Zanussi Five en Mats Äleklint.